# Agustina Roth
Agustina Roth (18 de julho de 2001) é uma ciclista argentina especializada em BMX.
Roth competiu nos Jogos Olímpicos de Verão da Juventude de 2018, onde recebeu uma medalha de ouro na categoria estilo livro mista. Ela recebeu uma medalha de bronze no evento de ciclismo feminino em Lima 2019, na categoria BMX.